# Mechowo (Pyrzyce)
Mechowo (deutsch Megow) ist ein Dorf in der Woiwodschaft Westpommern in Polen. Es gehört zur Gmina Pyrzyce (Gemeinde Pyritz) im Powiat Pyrzycki (Pyritzer Kreis).

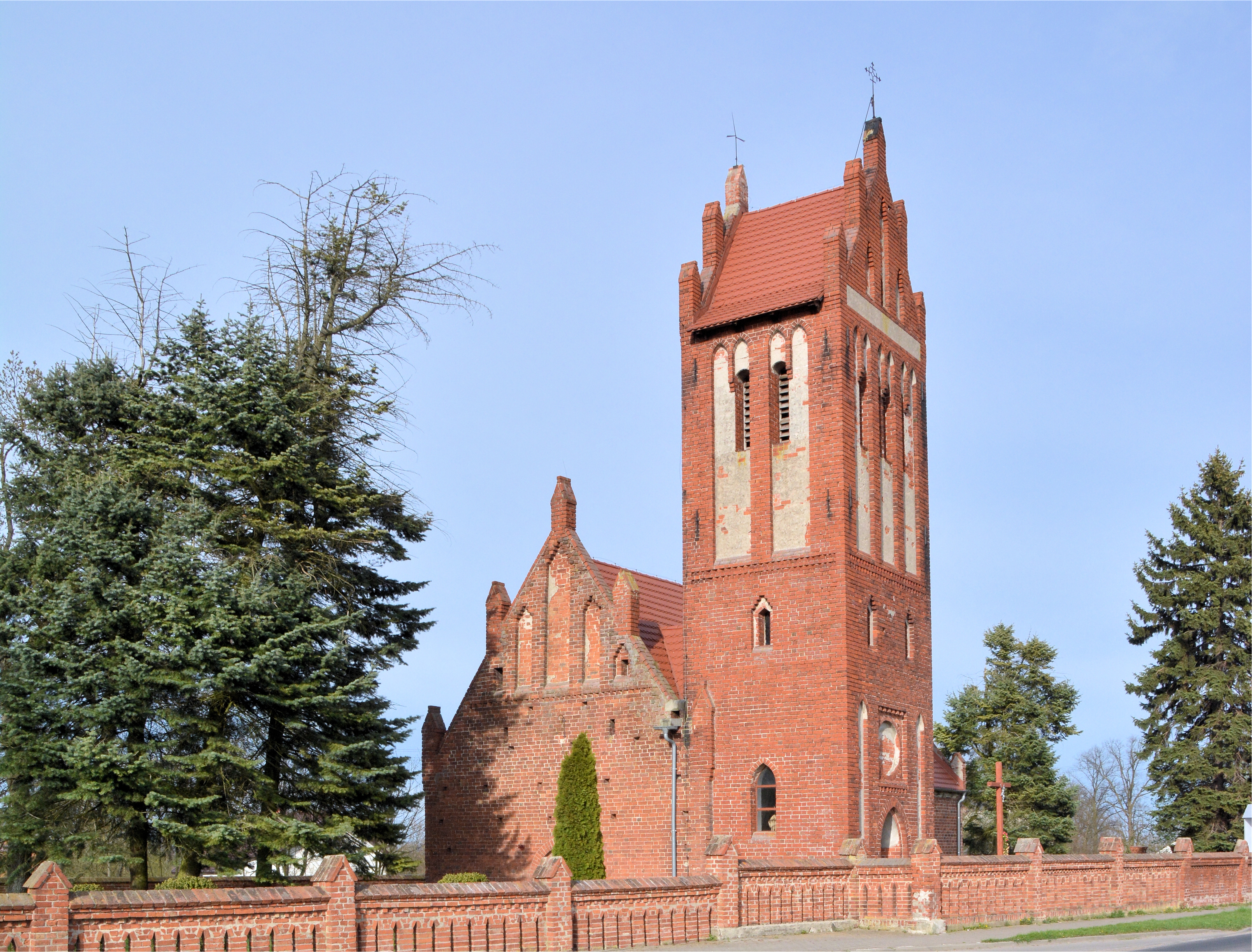
Dorfkirche aus dem 13. Jahrhundert, Turm von 1861

## Geographische Lage
Das Dorf liegt in Hinterpommern im Pyritzer Weizacker, etwa 40 km südöstlich von Stettin und etwa 5 km östlich der Kreisstadt Pyritz.

## Geschichte
Das Dorf wurde erstmals in einer Urkunde aus dem Jahre 1227 erwähnt. Damals bestätigten Herzog Barnim I. von Pommern und seine Mutter Herzogin Miroslawa das Kloster Marienbusch und verliehen ihm mehrere Dörfer, darunter im Lande Pyritz das Dorf „Meghow“. In einer Urkunde aus dem Jahre 1243 erscheint ein Burkhard von Megow.
Ab dem 14. Jahrhundert war Megow im Besitz des Adelsgeschlechts von Schöning. Später gelangte das Gut an die Familie von Küssow; unter den Besitzern waren Bernd Joachim von Küssow (* 1687; † 1743), Landrat des Kreises Pyritz, und dessen Sohn Christian Friedrich von Küssow (* 1721; † 1758), Landrat des neumärkischen Kreises Soldin.
In Ludwig Wilhelm Brüggemanns Ausführlicher Beschreibung des gegenwärtigen Zustandes des Königlich-Preußischen Herzogtums Vor- und Hinterpommern (1784) ist Megow als „beträchtliches Gut“ unter den adligen Gütern des Pyritzschen Kreises aufgeführt. Damals gab es hier ein Vorwerk, also den Gutsbetrieb, eine Wassermühle mit Öl- und Grützmühle und Schneidemühle, sechs Bauernstellen, vier Kossätenstellen, eine Schmiede und einen Schulmeister, insgesamt 41 Haushaltungen („Feuerstellen“). Megow gehörte damals Bernd George Friedrich Graf von Küssow, Leutnant im von Mauschwitzschen Kürassierregiment.

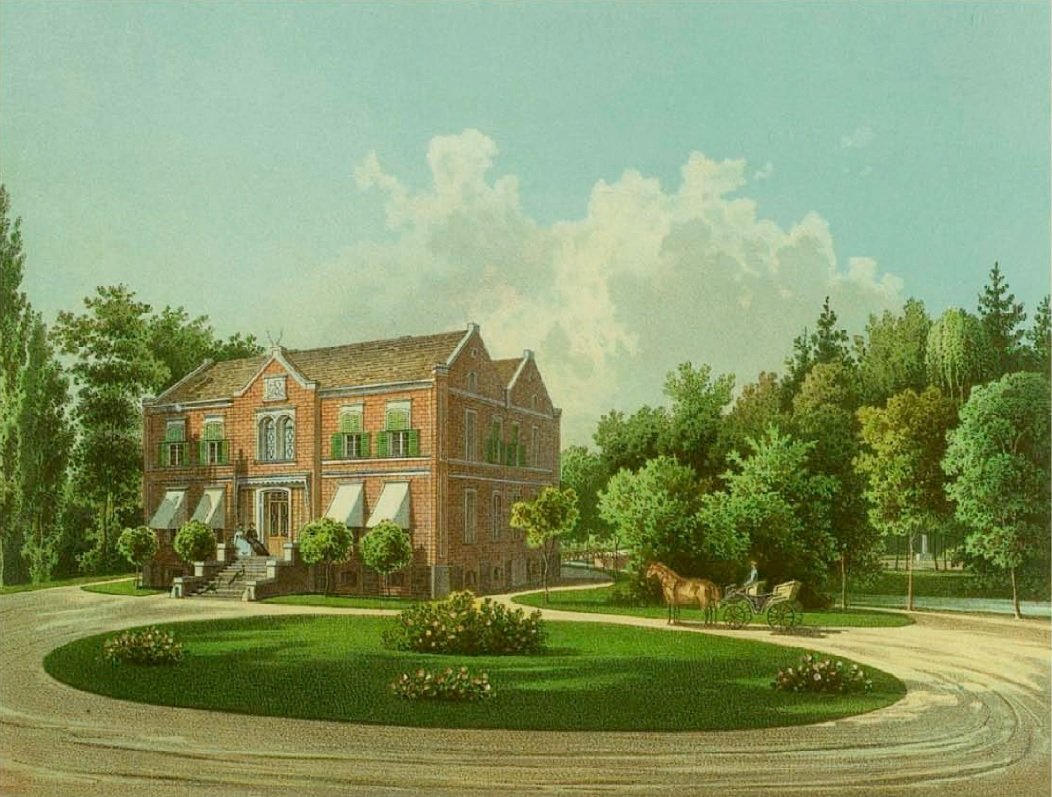
Herrenhaus des Rittergutes Megow, 1849 durch August Peter von Schöning errichtet, Sammlung Duncker

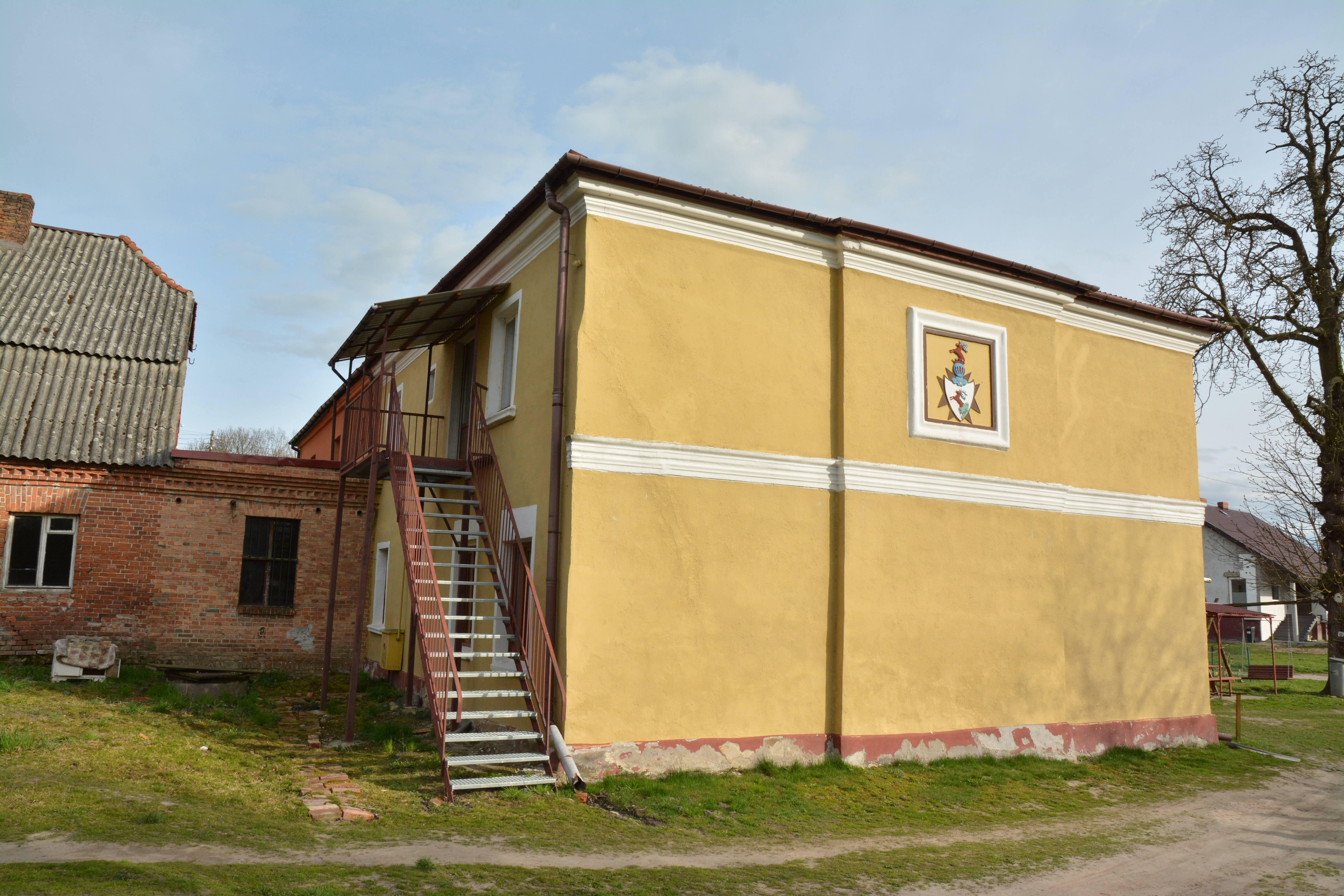
Gebäude mit dem Wappen der Besitzerfamilie von Schöning

1796 kaufte der Landrat August Ernst von Schöning (* 1745; † 1807) Megow und brachte es so wieder in den Besitz der Familie Schöning. 1797 wurde die Allodifizierung von Megow ausgesprochen, die auf einem 1789 erklärten Verzicht der Küssows auf ihr Lehnsrecht beruhte. Nach dem Tod von August Ernst von Schöning kam das Rittergut Megow an dessen älteste Tochter Caroline, Gemahlin von Karl von Steinaecker, Landrat des Greifenhagener Kreises. Sie verkaufte Megow, erwarb es 1831 wieder zurück und verkaufte es schließlich 1839 an ihren Bruder August Peter von Schöning (* 1780; † 1858), Landrat des Pyritzer Kreises. Dieser errichtete 1849 den Neubau des Herrenhauses, nachdem das bisherige Herrenhaus abgebrannt war. August Peter von Schöning errichtete zugunsten seines Adoptivsohnes, der später als Ludwig von Schöning-Megow geadelt wurde, einen Familienfideikommiss. Ludwig von Schöning-Megow starb kinderlos, so dass der Fideikommiss Megow über eine Tochter seiner Schwester an die Familie von Heyden-Linden gelangte. In deren Besitz blieb das Rittergut Megow bis 1945. Nachdem Megow an Polen gekommen war, wurde der Besitz durch den polnischen Staat entschädigungslos enteignet. Das Herrenhaus überdauerte den Zweiten Weltkrieg.
Megow gehörte bis 1945 zum Landkreis Pyritz in der Provinz Pommern. Bis 1929/1930 bildete das Rittergut einen selbständigen Gutsbezirk neben der Landgemeinde Megow. Der Gutsbezirk wurde dann in die Landgemeinde Megow eingegliedert. In der Landgemeinde wurde neben Megow der Wohnplatz Ziegelei geführt. Zum 1. April 1938 wurde Megow in die benachbarte Landgemeinde Lettnin eingemeindet.
Nach dem Zweiten Weltkrieg kam Megow zu Polen und erhielt den polnischen Ortsnamen „Mechowo“. Die Einwohner wurden vertrieben und durch Polen ersetzt.

## Dorfkirche

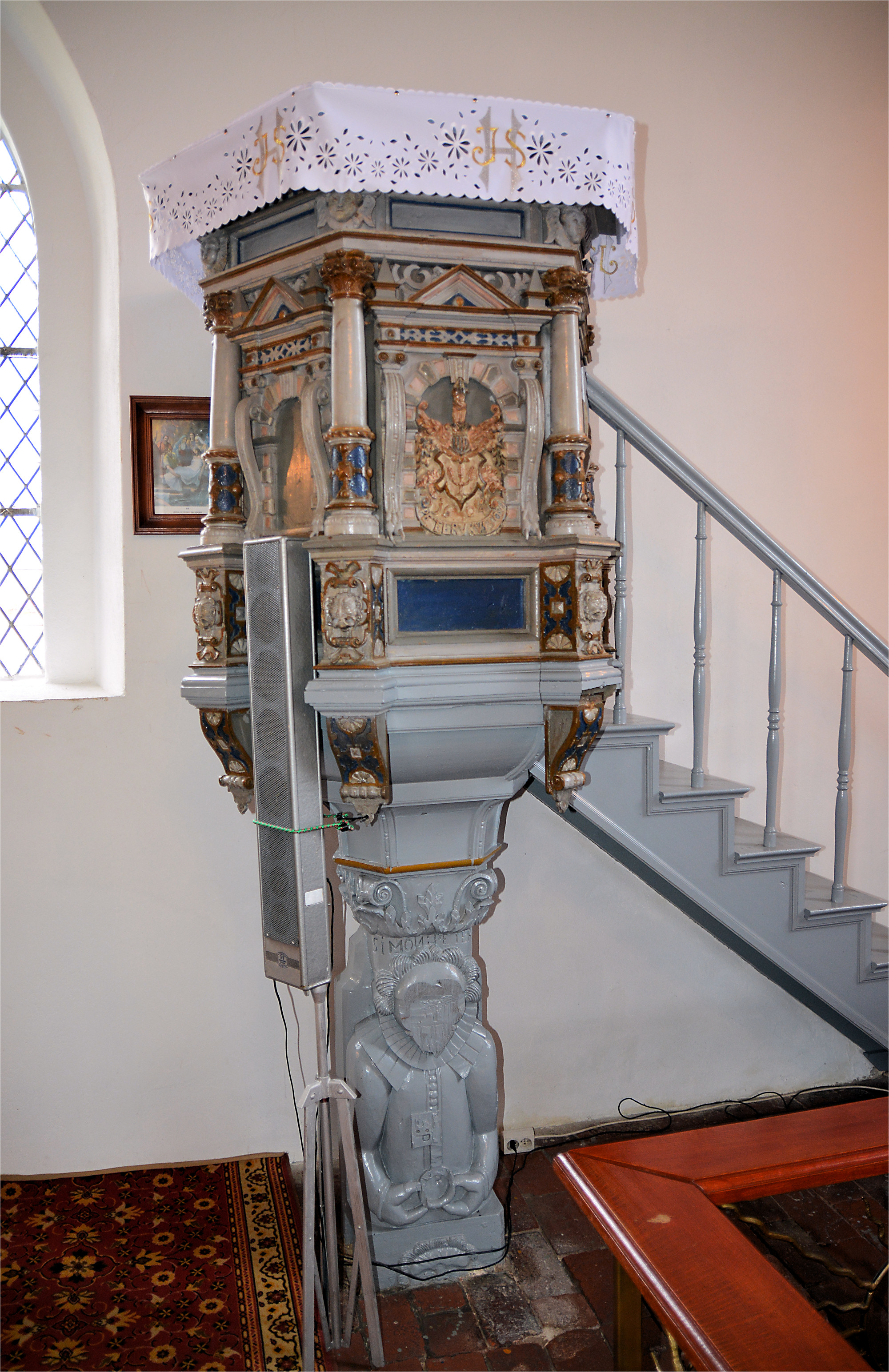
Kanzel mit Wappen der Familie von Küssow

Die Dorfkirche ist ein Backsteinbau aus dem 13. Jahrhundert; sie gehört zu den ersten Steinbauten in der Gegend. Der Turm wurde 1861 angebaut.
Zum Inventar gehört eine Kanzel im Renaissancestil. Sie trägt das Wappen der Familie von Küssow mit der Inschrift „Peter Kusso 1604“.

## Söhne und Töchter des Ortes
- Ludwig von Schöning-Megow (1822–1882), deutscher Offizier, Rittergutsbesitzer und Parlamentarier